# Quận Kanawha, West Virginia
Quận Kanawha là một quận thuộc tiểu bang West Virginia, Hoa Kỳ. Theo điều tra dân số năm 2000 của Cục điều tra dân số Hoa Kỳ, quận có dân số người 2. Quận lỵ đóng ở Charleston 6

## Địa lý
Theo Cục điều tra dân số Hoa Kỳ, quận có tổng diện tích 2359 km2, trong đó có 20 km2 là diện tích mặt nước.

### Xa lộ
| - Interstate 64 - Interstate 77 - Interstate 79 - U.S. Route 60 - U.S. Route 119 | - West Virginia Route 4 - West Virginia Route 25 - West Virginia Route 34 - West Virginia Route 61 - West Virginia Route 62 - West Virginia Route 94 - West Virginia Route 114 - West Virginia Route 214 - West Virginia Route 501 - West Virginia Route 601 - West Virginia Route 622 - West Virginia Route 817 |

### Quận giáp ranh
- Quận Roane (bắc)
- Quận Clay (đông bắc)
- Quận Nicholas (đông)
- Quận Fayette (đông)
- Quận Raleigh (đông nam)
- Quận Boone (nam)
- Quận Lincoln (tây nam)
- Quận Putnam (tây)
- Quận Jackson (tây bắc)

## Thông tin nhân khẩu
Theo điều tra dân số 2 năm 2000, quận đã có dân số 200.073 người, 86.226 hộ gia đình, và 55.960 gia đình sống trong quận hạt. Mật độ dân số là 222 người trên một dặm vuông (86/kmТВ). Có 93.788 đơn vị nhà ở mật độ trung bình của 104 trên một dặm vuông (40/kmТВ). Cơ cấu dân tộc của cư dân sinh sống ở quận này bao gồm 90,46% người da trắng, 6,97% da đen hay Mỹ gốc Phi, 0,21% người Mỹ bản xứ, 0,85% châu Á, Thái Bình Dương 0,02%, 0,21% từ các chủng tộc khác, và 1,27% từ hai hoặc nhiều chủng tộc. 0,59% dân số gốc Tây Ban Nha hay châu Mỹ La Tinh đã được chủng tộc nào.
Có 86.226 hộ, trong đó 26,50% có trẻ em dưới 18 tuổi sống chung với họ, 49,00% là đôi vợ chồng sống với nhau, 12,30% có nữ hộ và không có chồng, và 35,10% là không lập gia đình. 30,80% hộ gia đình đã được tạo ra từ các cá nhân và 12,50% có người sống một mình 65 tuổi hoặc cao tuổi hơn. Cỡ hộ trung bình là 2,28 và cỡ gia đình trung bình là 2,84.
Sự phân bố tuổi là 21,30% dưới độ tuổi 18,% 8,40 18-24, 28,10% 25-44, 25,60% từ 45 đến 64, và 16,50% từ 65 tuổi trở lên. Độ tuổi trung bình là 40 năm. Đối với mỗi 100 nữ có 90,70 nam giới. Đối với mỗi 100 nữ 18 tuổi trở lên, đã có 87,10 nam giới.
Thu nhập trung bình cho một hộ gia đình trong đã đạt mức USD 33.766, và thu nhập trung bình cho một gia đình là USD 42.568. Phái nam có thu nhập trung bình USD 33.842 so với 24.188 USD của phái nữ. Thu nhập bình quân đầu người là 20.354 USD. Có 11,20% gia đình và 14,40% dân số sống dưới mức nghèo khổ, bao gồm 20,60% những người dưới 18 tuổi và 10,50% của những người 65 tuổi hoặc hơn.